# Ревизор (спектакль)
«Ревизор» — спектакль Московского театра Сатиры, поставленный по одноимённой комедии Н. В. Гоголя режиссёром Валентином Плучеком в 1972 году. В 1982 году был создан одноимённый фильм-спектакль.

## О спектакле
Как отмечали специалисты, режиссёр взглянул на хрестоматийную пьесу Гоголя сквозь призму его «Шинели»; в истории Театра сатиры «Ревизор» Плучека ознаменовал поворот к реальной сатире — обличению современного общества, к трагифарсу: для режиссёра и Хлестаков, и Городничий были равным образом жертвами психологического гипноза.
Премьера спектакля состоялась 26 марта 1972 года; с неизменным успехом, не в последнюю очередь благодаря звёздному составу исполнителей, он шёл на сцене на протяжении многих лет, вошёл в золотой фонд советского театра. В 1982 году, к 10-летнему юбилею, спектакль был снят на киноплёнку.
По словам театрального критика Анатолия Смелянского, для Валентина Плучека (как и для Георгия Товстоногова, поставившего в том же 1972 году «Ревизора» на сцене Большого драматического театра) обращение к гоголевской комедии стало способом «описания современности», возможностью рассказать об актуальных проблемах своего времени; классическая пьеса в этой ситуации выполняла роль «корневой системы». Сам Плучек говорил, что «ставит не просто пьесу, а „всего автора“ (в духе Мейерхольда)».

В. Плучек поставил «Ревизора» не как привычную для того времени социально-бытовую комедию о нравах уездного города, а шире — в спектакле звучала гоголевская тема неизбежности расплаты людей за неправедные дела. И Папанов прекрасно исполнил роль городничего, освободив образ своего героя от штампов, свойственных массе других постановок.

## Сюжет
Действие происходит в небольшом провинциальном городке. Городничего Антона Антоновича Сквозник-Дмухановского кто-то предупреждает о скором прибытии в город столичного ревизора; известие повергает в панику привыкших к злоупотреблениям чиновников. Господа Бобчинский и Добчинский обращают внимание на странного постояльца местной гостиницы, молодого человека по фамилии Хлестаков, и легко убеждают городничего в том, что это и есть ревизор.
Хлестаков, мелкий чиновник из Петербурга, проигравшийся в дороге в пух и прах, именно из-за отсутствия денег оказался вынужден остановиться во владениях Сквозник-Дмухановского. Поначалу его удивляют внимание и забота, которыми окружают его должностные лица городка; но, осознав, что его принимают за кого-то другого, он сам делает всё, чтобы поддержать заблуждение. Пользуясь тем, что в городке не всё благополучно и соперничающие чиновники сами наперебой доносят друг на друга, Хлестаков под видом то ли займов, то ли взяток вымогает у них немалые суммы и покидает гостеприимный городок, предварительно написав другу-литератору о приключившейся с ним истории. Письмо с нелицеприятными характеристиками городничего, его домочадцев и местных чиновников перехватывает почтмейстер и оглашает в доме Сквозник-Дмухановского. Не успевают чиновники опомниться, приходит сообщение о прибытии в город ревизора.

## Действующие лица и исполнители
- Антон Антонович Сквозник-Дмухановский, городничий — Анатолий Папанов
- Анна Андреевна, жена его — Вера Васильева
- Мария Антоновна, дочь его — Татьяна Васильева
- Лука Лукич Хлопов, смотритель училищ — Спартак Мишулин
- Жена Хлопова — Бронислава Тронова
- Аммос Фёдорович Ляпкин-Тяпкин, судья — Юрий Авшаров
- Артемий Филиппович Земляника, попечитель богоугодных заведений — Георгий Менглет
- Иван Кузьмич Шпекин, почтмейстер — Зиновий Высоковский
- Пётр Иванович Добчинский — Александр Ширвиндт
- Пётр Иванович Бобчинский — Михаил Державин
- Иван Александрович Хлестаков — Андрей Миронов
- Осип, слуга его — Александр Диденко
- Иван Лазаревич Растаковский — Родион Александров
- Степан Иванович Коробкин — Виктор Байков
- Степан Ильич Уховёртов — Владимир Ушаков
- Свистунов — Юрий Соковнин
- Полицейский — Юрий Воробьёв
- Февронья Петровна Пошлёпкина — Нина Корниенко
- Унтер-офицерская вдова — Надежда Каратаева
- Мишка, слуга городничего — А. Белов
- Слуга трактирный — Евгений Графкин
- Гибнер, уездный лекарь — Георгий Тусузов
- Чиновник — Алексей Левинский

## Создатели спектакля
- Режиссёр-постановщик: Валентин Плучек
- Художник-постановщик: Валерий Левенталь
- Художник-гримёр: В. Стародубцева
- Композитор: Юрий Буцко

### Создатели фильма-спектакля
- Режиссёр: Л. Елагин
- Оператор-постановщик: Лев Стрельцин
- Операторы: Е. Павлов, Ю. Лисин
- Звукорежиссёр: Г. Зайцева
- Редактор: И. Лебедева
- Ассистент режиссёра: Л. Розанова
- Директор: М. Браславская[7]